# Streisandeffekten
| Streisandeffekten |
| --- |
| Foto över den kaliforniska kusten med Streisands hus (2002). - Betydelse – ökad spridning av information via Internet, efter försök att tysta ner saken - Namngivning – efter Barbra Streisand - Bakgrund – sedan 2003 |

Streisandeffekten (engelska: the Streisand effect) beskriver den effekt som kan inträffa när ett försök att censurera eller ta bort information istället leder till att informationen får markant ökad spridning. Det kan röra försök att avlägsna ett foto, ett påstående, en datorfil eller en hel webbplats, genom brev eller rättslig prövning. Istället för att informationen försvinner leder detta till att informationen publiceras och får ökad spridning, över webben eller genom fildelning.

## Bakgrund
Begreppet har fått sitt namn efter Barbra Streisand. År 2003 stämde hon en fotograf och webbplats för att få bort ett publicerat fotografi på sitt hus. Bilden är fritt tillgänglig på webbplatsen som del av en serie med 12 000 bilder som dokumenterat erosion längs med Kaliforniens kust. Genom stämningen fick bilden ökad uppmärksamhet, och påföljande månad sågs den av 420 000 webbplatsbesökare.

## Andra exempel
I ett kungligt brev från 1728 framgår det att Fredrik I inte velat förbjuda skrifter som samtiden uppfattade som hädiska emot luthersk kristendom eftersom, enligt tidigare erfarenheter, ett sådant förbud skulle väcka nyfikenhet hos allmänheten att få veta mer om dessa skrifter.
Även vid andra tillfällen har försök att tysta ner och avlägsna information istället lett till ökad uppmärksamhet i ämnet, vilket jämförts med Streisand-fallet ovan och därmed benämnts som exempel på Streisandeffekter. Detta inkluderar ett tillfälle när scientologerna försökte stoppa en intern reklamfilm med Tom Cruise samt när kodnyckeln till HD-DVD läcktes via Digg.
I december 2014 drog SAS tillbaka sitt resemagasin, sedan norska Fremskrittspartiet (FrP) kritiserat en artikel och bilder om högerextremism. Resultatet blev att artikeln spreds till långt fler läsare än vad som rimligen hade fått möjlighet att läsa den, och att den därefter blev tillgänglig på Sydsvenskans webbplats.